# Corrosietest
Een corrosietest is een test waarbij een voorwerp wordt onderworpen aan een gestandaardiseerde extra corrosieve omgeving, teneinde versneld de corrosiebestendigheid daarvan te kunnen beoordelen. Een dergelijke test wordt meestal uitgevoerd in een klimaatkast of klimaatkamer.

## Soorten testen
De klassieke corrosietest is de zoutneveltest, waarbij een voorwerp gedurende een vooraf afgesproken aantal uren bij een temperatuur van 35 °C wordt blootgesteld aan een nevel van geconcentreerd zout water. 
Een corrosietest kan echter op veel meer manieren worden uitgevoerd:
- Er kunnen behalve zouten ook andere chemische belastingen worden gegeven, zoals zuren zoals azijnzuur of zwaveldioxide.[4] Ook wordt wel een combinatie van azijnzuur en koper(II)chloride toegepast.[5] Deze stoffen kunnen over het object verneveld worden, maar het is ook mogelijk het object erin (geheel of gedeeltelijk) onder te dompelen.
- Er kan (tevens) fysieke belasting worden gegeven, door middel van bijvoorbeeld mechanische bewerking (schuren)[6], verhitting of straling (ultraviolet licht)[7], teneinde nog meer een realistische situatie na te bootsen.Dit is een zoutnevelkast HKS1000

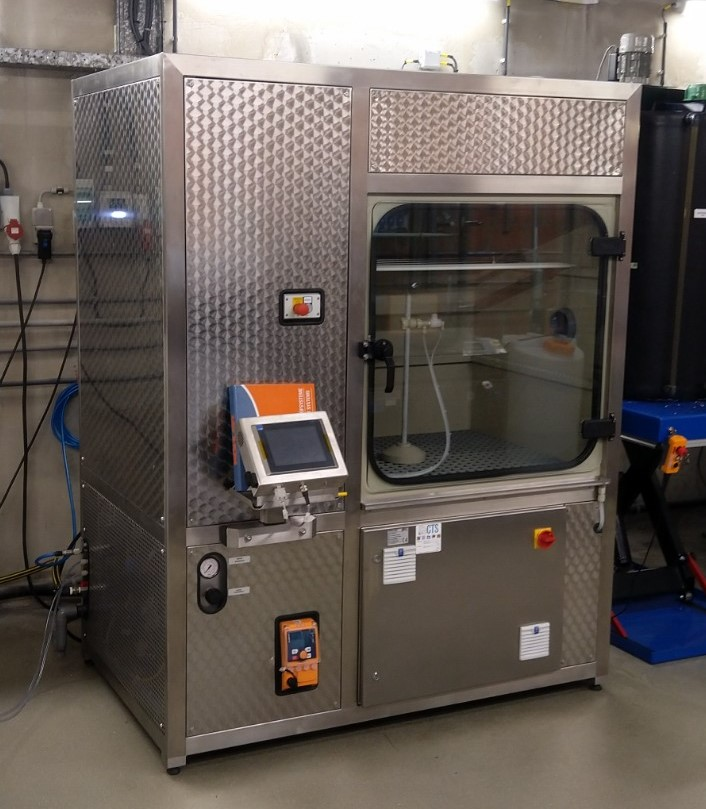
Dit is een zoutnevelkast HKS1000

- Ook kan om dezelfde reden een cyclische test worden verricht, waarbij bepaalde fysische belastingen meerdere malen herhaald worden.[8]

## Doel
Het doel van een dergelijke test is doorgaans om van een product te onderzoeken of het voldoende corrosiebestendig is. Vaak gaat het om het testen van coatings maar ook om de materialen zelf.